# Лорд Форбс
Лорд Форбс — старейший баронский титул в системе Пэрства Шотландии.

## История
Титул лорда Форбса был создан около 1436 года для Александра де Форбса (ок. 1380—1448), феодального барона Форбса. Точная дата создания титула неизвестна, но Александр Форбс 12 июля 1442 года уже носил титул лорда Форбса. В Пэрстве Шотландии Брауна 1834 года написано, что титул лорда Форбса был создан в 1440 году. Потомок 1-го лорда, Уильям Форбс, 12-й лорд Форбс (1656—1716), служил лордом-лейтенантом графств Абердиншир и Кинкардиншир. Его правнук, Джеймс Оконкар Форбс, 17-й лорд Форбс (1765—1843), имел чин генерала британской армии и заседал в Палате лордов в качестве шотландского пэра-представителя (1806—1843). Его сын, Уолтер Форбс, будущий 18-й лорд Форбс (1798—1868), воевал в битве при Ватерлоо в 1815 году.
Ему наследовал его сын, Хорас Куртэне Гэммел Форбс, 19-й лорд Форбс (1823—1914). Он был шотландским пэром-представителем в Палате лордов с 1874 по 1906 год. Его племянник, 21-й лорд Форбс (1882—1953), заседал в Палате лордов в качестве шотландского пэра-представителя с 1917 по 1924 год. Сын последнего, Найджел Иван Форбс, 22-й лорд Форбс (1918—2013), также был шотландским пэром-представителем в Палате лордов Великобритании с 1955 по 1963 год, когда все шотландские пэры получили автоматические места в Палате лордов. Также он занимал пост министра по делам Шотландии в консервативной администрации Гарольда Макмиллана (1958—1959).
По состоянию на 2024 год носителем титула являлся сын последнего, Малькольм Форбс, 23-й лорд Форбс (род. 1946), который также унаследовал от отца титул вождя клана Форбс.
Достопочтенный Патрик Форбс, третий сын 2-го лорда Форбса, был предком графов Гранард (1684) и баронетов Форбс из Крэгивара (1630). Кроме того, лорды Форбсы из Питслиго были потомками сэра Уильяма Форбса (ум. 1445/1446), брата Александра Форбса, 1-го лорда Форбса.

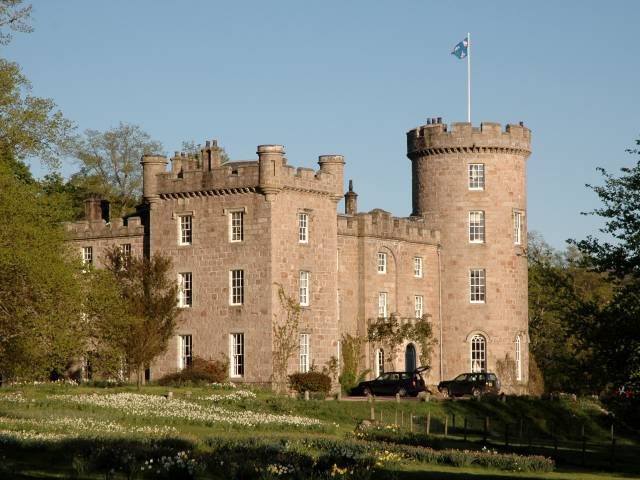
Замок Форбс

Семейная резиденция — замок Форбс в окрестностях Алфорда в Абердиншире.

## Лорды Форбс (ок. 1444)
- ок. 1444—1448: Александр Форбс, 1-й лорд Форбс (1380—1448), старший сын сэра Джона де Форбса (ум. 1405) и Маргарет Кеннеди;
- 1448—1462: Джеймс Форбс, 2-й лорд Форбс (ум. 1460/1462), старший сын предыдущего;
- 1462—1483: Уильям Форбс, 3-й лорд Форбс (ум. 1477/1483), старший сын предыдущего;
- 1483—1491: Александр Форбс, 4-й лорд Форбс (ум. 1491), старший сын предыдущего;
- 1491—1493: Артур Форбс, 5-й лорд Форбс (ум. 1493), младший брат предыдущего;
- 1493—1547: Джон Форбс, 6-й лорд Форбс (1475—1547), младший брат предыдущего;
- 1547—1593: Уильям Форбс, 7-й лорд Форбс (1513—1593), второй сын предыдущего от второго брака;
- 1593—1606: Джон Форбс, 8-й лорд Форбс (3 июля 1561 — 29 июня 1606), сын предыдущего;
- 1606—1641: Артур Форбс, 9-й лорд Форбс (25 апреля 1581—1641), единственный сын предыдущего от второго брака;
- 1641—1672: Александр Форбс, 10-й лорд Форбс (ум. 20 апреля 1672), старший сын предыдущего;
- 1672—1697: Уильям Форбс, 11-й лорд Форбс (ум. 1697), сын предыдущего от первого брака;
- 1697—1716: Уильям Форбс, 12-й лорд Форбс (1656 — июль 1716), сын предыдущего;
- 1716—1730: Уильям Форбс, 13-й лорд Форбс (ум. 26 июня 1730), старший сын предыдущего;
- 1730—1734: Фрэнсис Форбс, 14-й лорд Форбс (19 декабря 1721 — 8 августа 1734), сын предыдущего;
- 1734—1761: Джеймс Форбс, 15-й лорд Форбс (1689 — 20 февраля 1761), дядя предыдущего;
- 1761—1804: Джеймс Форбс, 16-й лорд Форбс (до 1749 — 29 июля 1804), единственный сын предыдущего;
- 1804—1843: Джеймс Оконкар Форбс, 17-й лорд Форбс (17 марта 1765 — 1 июля 1843), старший сын предыдущего;
- 1843—1868: Уолтер Форбс, 18-й лорд Форбс (29 мая 1798 — 2 мая 1868), второй сын предыдущего;
- 1868—1914: Хорас Куртенэ Гэммел Форбс, 19-й лорд Форбс (24 февраля 1823 — 23 июня 1914), старший сын предыдущего от первого брака;
- 1914—1916: Атолл Монсон Форбс, 20-й лорд Форбс (15 февраля 1841 — 31 января 1916), младший брат предыдущего;
- 1916—1953: Атолл Лоуренс Канингем Форбс, 21-й лорд Форбс (14 сентября 1882 — 26 ноября 1953), старший сын предыдущего;
- 1953—2013: Найджел Иван Форбс, 22-й лорд Форбс (19 февраля 1918 — 5 марта 2013), единственный сын предыдущего;
- 2013 — настоящее время: Малкольм Форбс, 23-й лорд Форбс (род. 6 мая 1946), старший сын предыдущего;
  - Наследник титула: достопочтенный Нил Росс Форбс Малкольм, мастер Форбс (род. 10 марта 1970), единственный сын предыдущего;
    - Наследник наследника: Джорди Малкольм Эндрю Форбс (род. 28 ноября 2010), единственный сын предыдущего.